# Торнишки манастир
Торнишкият манастир „Успение на Пресвета Богородица“ (на гръцки: Ιερά Μονή Κοιμήσεως της Θεοτόκου Τορνικίου) е женски православен манастир край гревенското село Панагия (Торник), Егейска Македония, Гърция.
Манастирът е основан през XII век. Построен е върху нисък хълм, близо до река Бистрица (Алиакмонас). Църквата е двуетажен сводест храм. И двата храма са изписани с фрески, датиращи според съответните надписи от 1481 година и 2 юни 1730 година, споменаващ митрополит Партений Гревенски. Фреските от 1481 година са едни от най-ранните творби на Костурската школа. Запазени са и килиите от южната страна, които датират от османската епоха.
Манастирът е обявен за защитен исторически паметник в 1987 година.
В 1995 година земетресение поврежда храма и той е реставриран в 2001 – 2006 година. Храмът е поставен на релси и на 12 юли 2012 година е преместен на съседен хълм на 127 метра разсторяние и при 27 метра денивелация, поради създаването на язовира Иларион.